# چرا رودخانه
چرا رودخانه (انگلیسی: The River Why) یک فیلم در ژانر درام آمریکایی است که در سال ۲۰۱۰ منتشر شد.

## داستان
مرد جوانی خانواده خود را رها می‌کند تا به دل طبیعت رفته و زندگی منزوی را بگذراند. هدف او پیدا کردن راه خود در دنیای ماهیگیری است تا بدان وسیله بتواند شخص خود و عشق را پیدا کند.

## بازیگران
- زک گیلفورد - گاس ارویستون
- امبر هرد - ادی
- کاتلین کویینلان - کارولینا (بزرگسالی)
- دالاس رابرتس - تیتوس
- ویلیام دیون - هینس
- نیکی دیلچ - کارولینا (جوانی)
- ویلیام هرت - هنینگ ارویستون